# Качанов Юрій Володимирович
Юрій Володимирович Качанов (30 липня 1924, станція Знам'янка, тепер місто Кропивницького району Кіровоградської області — ?) — молдавський радянський діяч, журналіст, редактор газети ЦК КП Молдавії «Советская Молдавия». Член ЦК КП Молдавії в 1971—1986 роках. Депутат Верховної Ради Молдавської РСР 8—10-го скликань.

## Біографія
Народився в родині залізничника. У 1939 році вступив до комсомолу. З 1941 до 1942 року працював експедитором у місті Сталінграді.
У серпні 1942—1947 роках — у Радянській армії. Закінчив Астраханське піхотне училище. Служив у 63-му запасному стрілецькому полку 45-ї запасної стрілецької дивізії. Учасник німецько-радянської війни з лютого 1944 року. У 1944—1945 роках — командир взводу 82-мм мінометів 1-го стрілецького батальйону 117-го стрілецького полку 23-ї стрілецької дивізії 61-ї армії 1-го Білоруського фронту.
Член ВКП(б) з 1944 року.
З 1947 року — юрисконсульт Управління робітничого постачання Кишинівської залізниці.
У 1952 році закінчив Всесоюзний заочний юридичний інститут.
До 1956 року — в Радянській армії, підполковник.
У 1956—1958 роках — слідчий Кишинівської прокуратури Молдавської РСР.
У 1958—1965 роках — літературний співробітник, завідувач низки відділів (зокрема, пропаганди) редакції журналу «Коммунист Молдавии».
У 1965—1967 роках — слухач Вищої партійної школи при ЦК КПРС у Москві.
У 1967—1971 роках — помічник першого секретаря ЦК КП Молдавії.
У лютому 1971 — 1984 року — редактор газети ЦК КП Молдавії «Советская Молдавия».
Подальша доля невідома.

## Звання
- лейтенант
- старший лейтенант
- підполковник

## Нагороди
- орден Вітчизняної війни І ст.(15.05.1945)
- орден Червоної Зірки  (9.04.1945)
- медаль «За визволення Варшави» (1945)
- медаль «За взяття Берліна» (1945)
- медаль «За перемогу над Німеччиною у Великій Вітчизняній війні 1941—1945 рр.» (1945)
- медалі